# Krokig-Bytingsjön
Krokig-Bytingsjön är en sjö i Vilhelmina kommun i Lappland och ingår i Ångermanälvens huvudavrinningsområde. Krokig-Bytingsjön ligger i Marsfjället Natura 2000-område.